# Comuna Buimer, Trosteaneț
Buimer (în ucraineană Буймер) este o comună în raionul Trosteaneț, regiunea Sumî, Ucraina, formată din satele Buimer (reședința), Skreahivka și Zubivka.

## Demografie
Componența lingvistică a comunei Buimer
     Ucraineană (96,6%)
     Rusă (2,86%)
     Alte limbi (0,41%)
Conform recensământului din 2001, majoritatea populației comunei Buimer era vorbitoare de ucraineană (96,6%), existând în minoritate și vorbitori de rusă (2,86%).